# Bourem Sidi Amar
Bourem Sidi Amar is een gemeente (commune) in de regio Timboektoe in Mali. De gemeente telt 8600 inwoners (2009).
De gemeente bestaat uit de volgende plaatsen:
- Bourem Sidi Amar
- Farabongo
- Hara Hara I
- Hara Hara II
- Horogoungou
- Kobé
- Koigourou
- N'Gambongo